# 誘導車

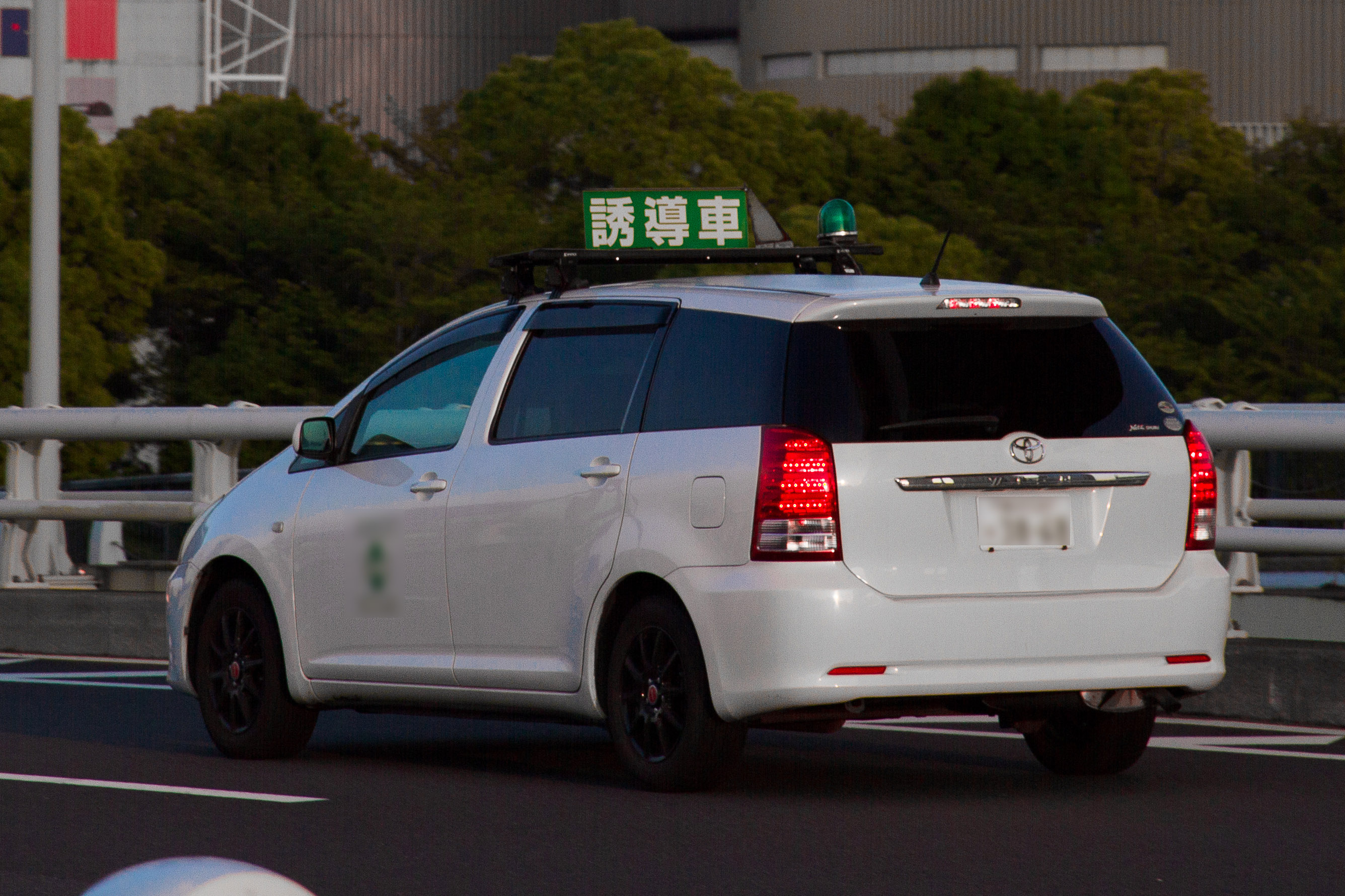
大型車両を誘導する誘導車

誘導車（ゆうどうしゃ）とは、車両制限令において定められた制限値を超える特殊車両が公道を通行する場合に、特殊車両通行許可、警察署許可の取得条件として必要な、当該車両を誘導する為の車両である。

## 概要
例えば極めて大型の超高圧幹線用変圧器や幹線道路等向けの橋脚、鉄道車両（これらは車両制限令における高さ3.8m、幅2.5m、長さ12.0mを超過せずに運搬するのが難しい）などを運搬する特殊トレーラーや、25t吊り以上のラフテレーンクレーンやオールテレーンクレーン等において公道を通行する場合に、特殊車両を先導する先導車を前に配置し、特殊車両の後ろにも後方警戒車を配置する義務が発生する。
誘導車両は軽自動車や普通自動車で、乗用車、バン / ライトバン、トラックなどの一般的な市販車に緑色回転灯、業務無線、反射板等を装備し、「特殊車両誘導中」などと目立つように大型の表示を貼付するなど、誘導車と外見上一目でわかるようにすることが好ましい（法整備が遅れているため、誘導車の装備に関する明確な規定はない）。警察署許指定の走行ルートや走行時間の指定がある時もある（渋滞の原因になる為深夜帯のみの通行を命じたり、積み荷や走行ルートによっては振動させてはいけない等、徐行 - 40km/h程度の速度が通行許可の条件となる場合も存在する）。
緑色回転灯の点灯が許されているのは、法律上、運送事業者が自社の特殊車両を誘導する場合のみであり、一般業者（特殊車両を持たない委託を受けた運送業者等）が特殊車両を誘導する場合は、原則、回転灯を点灯してはならない。なお、特殊車両を保有する業者所有の誘導車であっても、誘導車の車検証に記載されている特殊車両の誘導を行う以外の場合、例えば車両の回送などの場合においては回転灯の点灯は許されていない。